# Pablo Daniel Escobar
Pablo Daniel Escobar Olivetti (Asunción, 12 de julio de 1978) es un exfutbolista y actual entrenador paraguayo naturalizado boliviano. Actualmente dirige a la Selección boliviana sub-20. Como jugador, se desempeñaba en la posición de mediocampista ofensivo, donde llegó a destacarse como el mejor jugador de la historia de The Strongest y uno de los más icónicos jugadores del fútbol boliviano.
El 11 de octubre de 2016 se convirtió en el jugador más veterano en convertir en las eliminatorias sudamericanas con 38 años y 91 días.
Oficialmente, Pablo Escobar anuncia su retiro del fútbol profesional a sus 40 años el 28 de noviembre de 2018, para el 19 de diciembre de ese mismo año.
El mismo día de su retiro, el presidente de The Strongest Henry Salinas, confirma que Pablo Escobar será el entrenador del atigrado a partir de 2019.

## Primeros años
Hijo de Ramón Escobar y Graciela Olivetti. Creció en Asunción. Está casado con Daniela Goyochea (argentina), a quien conoció mientras jugaba para Gimnasia y Esgrima de Jujuy. Sus hijos son Florencia, nacida en Argentina, Benjamín, Mateo y Agustín, nacidos en Valle Grande, Bolivia.

## Trayectoria

### Inicios
Pablo Escobar inició su carrera en las divisiones inferiores del Club Olimpia, club al cual llegó en 1991 a los doce años de edad y donde consiguió algunos logros antes de pasar al primer equipo en el año 1999. 

### Olimpia
Después de tener buenas actuaciones en el equipo juvenil fue ascendido por el entonces entrenador Luis Cubilla al primer equipo de Olimpia. Hacia el final de la temporada, acumuló 23 partidos y 1 gol.

### Gimnasia y Esgrima de Jujuy
A mediados de 2000, fue fichado, por Gimnasia y Esgrima de Jujuy de Argentina. A finales de 2003, fue tentado por Carlos Ángel López para jugar al siguiente año en el fútbol boliviano.

### San José
Finalmente, fue en San José, donde decidió jugar. Su entrenador fue Fernando Salinas. De este modo, Escobar fue transferido al elenco de la «V» azulada para jugar en la Primera División de Bolivia a partir de la temporada 2004. También se encontró con sus compatriotas Hugo Sosa y Gilberto Ayala.
El miércoles 18 de febrero hizo su debut en el primer partido de la primera jornada del torneo apertura 2004, enfrentándose a Jorge Wilstermann en el Estadio Jesús Bermúdez de Oruro, en la derrota por 2-3.
El miércoles 25 de febrero de 2004 marcó su primer gol con el equipo de la «V» azulada frente al Bolívar en el Estadio Hernando Siles por la jornada 2 del torneo apertura.
El 24 de junio, San José ganó 3-2 ante La Paz Fútbol Club por la última jornada del apertura, Escobar fue vital en dicho encuentro, anotó los 2 goles de su equipo en los minutos 63 y 81. Este sería además su primer doblete.
Escobar finalizó el torneo apertura anotándole 2 goles a La Paz Fútbol Club, 1 gol al Bolívar, 1 gol a Real Santa Cruz y 1 gol a Aurora, acumulando un total de 5 goles.
Su rendimiento mejoró para el torneo clausura, además de consolidarse titular del equipo. El 31 de julio, marcó su primer hat-trick con la «V» azulada, fue contra Iberoamericana, en la segunda jornada del clausura, anotando el segundo, tercer y cuarto gol en la victoria por 4-0. El 25 de agosto marcó su segundo triplete, en la victoria 3:0, frente a Real Potosí, por la jornada 6. A pesar de todo su aporte su equipo quedó a sólo 6 puntos de ser líder del torneo. Su último gol con el Santo lo marcó el 15 de diciembre, en la victoria 1-2 ante Unión Central. Su último partido con San José fue el 19 de diciembre, ante Oriente Petrolero en el Estadio Jesús Bermúdez con victoria 4-1, fue reemplazado por Rodrigo Carrillo y cuando salió, la gente lo ovacionó, en retribución, Escobar levantó las manos y en su camiseta se leyó "Gracias Oruro y San José".
Al concluir la campaña, Pablo Escobar marcó 17 goles y fue nombrado máximo goleador del torneo clausura 2004, siendo el primer jugador paraguayo en lograr el récord de goleo en Bolivia.

### The Strongest
En 2005, luego de sus destacadas actuaciones, el joven volante fue tentado por el Bolívar y por The Strongest. Sin embargo sería The Strongest quién conseguiría el traspaso del paraguayo.
Debutó el 23 de enero en la Copa Aerosur ante Blooming, en el Estadio Rafael Mendoza Castellón marcando un gol.
El técnico Luis Esteban Galarza preparó el debut de Escobar para la Copa Libertadores de América, de este modo el debut oficial de Pablo Daniel Escobar se produjo el 3 de marzo, en el empate 3-3 ante el São Paulo de Brasil por la Copa Libertadores 2005, en el que además marcaría su primer gol al minuto 54'. Tres días más tarde, el 6 de marzo, debutó con The Strongest en la liga, en el Estadio Hernando Siles, en el empate 1-1 ante San José, entrando como sustituto de Claudio Matana. Su primer gol con The Strongest en la liga fue en la victoria 2-0, ante Jorge Wilstermann, el 24 de abril en la jornada 8 del torneo. La siguiente jornada disputó su primer Clásico paceño, el 2 de mayo, con resultado de empate 0-0. El 17 de julio, por la jornada 20, marco su primer gol en el clásico, al minuto 85' dándole la victoria a su equipo por 2-1.
Al finalizar el torneo adecuación el club ocupó la segunda posición, Escobar fue el goleador del equipo con 11 goles. Mientras que en la Copa Libertadores su equipo fue eliminado en la fase de grupos.

Escobar en un partido de Copa Sudamericana ante el São Paulo.

## Selección nacional
A pesar de haber nacido en Paraguay Pablo Escobar fue internacional con la Selección boliviana donde debutó el 20 de agosto de 2008, en un amistoso contra Panamá en Santa Cruz de la Sierra (dicho encuentro lo ganó Bolivia 1-0).
El 9 de junio de 2012, después de participar en el triunfo frente a la selección paraguaya por las eliminatorias para el Mundial Brasil 2014 donde destacó anotando 2 goles, quedando el marcador 3-1, El pájaro renunció a la selección por (según declaró) problemas familiares.
En 2014, después de la designación de Mauricio Soria como técnico de la selección boliviana, opta por volver a la selección en caso de ser convocado. Su regreso fue en un amistoso contra Argentina en el Estadio Bicentenario de San Juan con derrota 5-0, Escobar jugó 79 minutos en ese partido. Fue uno de los 25 jugadores escogidos para representar a Bolivia en la Copa América 2015, además de ser convocado para las eliminatorias para el mundial Rusia 2018.

### Participaciones en Eliminatorias
| Eliminatorias                 | Sede                   | Posición               | Partidos | Goles |
| ----------------------------- | ---------------------- | ---------------------- | -------- | ----- |
| Eliminatorias Mundial de 2010 | Sudáfrica              | 9º lugar               | 9        | 0     |
| Eliminatorias Mundial de 2014 | Brasil                 | 8º lugar               | 5        | 2     |
| Eliminatorias Mundial de 2018 | Rusia                  | 9º lugar               | 5        | 3     |
| Total en Eliminatorias        | Total en Eliminatorias | Total en Eliminatorias | 19       | 5     |

### Participaciones enCopa América
| Copa                   | Sede                   | Resultado              | Partidos | Goles |
| ---------------------- | ---------------------- | ---------------------- | -------- | ----- |
| Copa América 2015      | Chile                  | Cuartos de final       | 3        | 0     |
| Total en Copas América | Total en Copas América | Total en Copas América | 3        | 0     |

## Estilo de juego
Entre sus habilidades destacaba su técnica, su habilidad en el regate, y definición. Su estilo de juego le ha valido elogios y críticas con los aficionados y los medios de comunicación.
En cuanto a los tiros libres era un especialista ya que poseía una gran precisión gracias a su potencia y técnica para golpear al balón.

## Clubes

### Como jugador
| Club                | País                | Año                 | Partidos | Goles |
| ------------------- | ------------------- | ------------------- | -------- | ----- |
| Olimpia             | Paraguay            | 1999 - 2000         | 23       | 1     |
| Gimnasia de Jujuy   | Argentina           | 2000 - 2003         | 34       | 3     |
| San José            | Bolivia             | 2004                | 43       | 23    |
| The Strongest       | Bolivia             | 2005                | 49       | 25    |
| Cerro Porteño       | Paraguay            | 2006                | 34       | 6     |
| The Strongest       | Bolivia             | 2007 - 2008         | 59       | 28    |
| Ipatinga            | Brasil              | 2008                | 12       | 3     |
| Santo André         | Brasil              | 2009                | 25       | 7     |
| Mirassol            | Brasil              | 2010                | 9        | 4     |
| Ponte Preta         | Brasil              | 2010                | 21       | 3     |
| Botafogo            | Brasil              | 2011                | 13       | 0     |
| The Strongest       | Bolivia             | 2011 - 2018         | 328      | 203   |
| Total en su carrera | Total en su carrera | Total en su carrera | 650      | 306   |

### Como entrenador
| Club           | País     | Año         |
| -------------- | -------- | ----------- |
| The Strongest  | Bolivia  | 2019        |
| Sol de América | Paraguay | 2019 - 2020 |
| Bolivia Sub-20 | Bolivia  | 2021 - 2022 |

## Estadísticas
| Gimnasia y Esgrima de Jujuy Argentina |               |               |     |     |    |    |     |      |      |
| 2.ª | 2000-03       | 34            | 3   | —   | —  | 34 | 3   | 0,08 |      |
| Total club | Total club    | Total club    | 34  | 3   | -  | -  | 34  | 3    | 0,08 |
| San José · Bolivia |               |               |     |     |    |    |     |      |      |
| 1.ª | 2004          | 38            | 22  | —   | —  | 38 | 22  | 0,57 |      |
| Total club | Total club    | Total club    | 38  | 22  | -  | -  | 38  | 22   | 0,57 |
| The Strongest · Bolivia |               |               |     |     |    |    |     |      |      |
| 1.ª | 2005          | 37            | 20  | 12  | 5  | 49 | 25  | 0,51 |      |
| 1.ª | 2007          | 37            | 17  | —   | —  | 37 | 17  | 0,45 |      |
| 1.ª | 2008          | 22            | 10  | —   | —  | 22 | 10  | 0,45 |      |
| 1.ª | 2011-12       | 32            | 25  | 8   | 2  | 40 | 29  | 0,72 |      |
| 1.ª | 2012-13       | 41            | 32  | 6   | 0  | 47 | 32  | 0,68 |      |
| 1.ª | 2013-14       | 35            | 22  | 10  | 2  | 45 | 24  | 0,53 |      |
| 1.ª | 2014-15       | 35            | 15  | 7   | 4  | 42 | 19  | 0,45 |      |
| 1.ª | 2015-16       | 40            | 10  | 6   | 1  | 46 | 11  | 0,23 |      |
| 1.ª | 2016-17       | 55            | 33  | 11  | 3  | 47 | 30  | 0,63 |      |
| 1.ª | A-2018        | 18            | 6   | 5   | 0  | 23 | 5   | 0,21 |      |
| 1.ª | C-2018        | 21            | 16  | —   | —  | 37 | 17  | 0,35 |      |
| Total club | Total club    | Total club    | 373 | 206 | 65 | 17 | 438 | 223  | 0,50 |
| Cerro Porteño Paraguay |               |               |     |     |    |    |     |      |      |
| 1.ª | 2006          | 28            | 4   | 4   | 0  | 36 | 4   | 0,11 |      |
| Total club | Total club    | Total club    | 28  | 4   | 4  | 0  | 36  | 4    | 0,11 |
| Ipatinga · Brasil |               |               |     |     |    |    |     |      |      |
| 1.ª | 2008          | 12            | 3   | —   | —  | 12 | 3   | 0,25 |      |
| Total club | Total club    | Total club    | 12  | 3   | -  | -  | 12  | 3    | 0,25 |
| Santo André · Brasil |               |               |     |     |    |    |     |      |      |
| 1.ª | 2009          | 25            | 3   | —   | —  | 25 | 3   | 0,12 |      |
| Total club | Total club    | Total club    | 25  | 3   | -  | -  | 25  | 3    | 0,12 |
| Ponte Preta · Brasil |               |               |     |     |    |    |     |      |      |
| 2.ª | 2010          | 20            | 3   | —   | —  | 20 | 3   | 0,15 |      |
| Total club | Total club    | Total club    | 20  | 3   | -  | -  | 20  | 3    | 0,15 |
| Total carrera | Total carrera | Total carrera | 530 | 244 | 69 | 17 | 599 | 261  | 0,43 |
| (1) Incluye datos de la Copa Libertadores (2005, 2006, 2011, 2012, 2013, 2014, 2015, 2016, 2017, 2018); Copa Sudamericana (2005, 2006, 2011, 2013) (2) Media de goles por encuentro. No incluye goles en partidos amistosos. |               |               |     |     |    |    |     |      |      |

## Palmarés

### Títulos nacionales
| Título           | Club          | Año           |
| ---------------- | ------------- | ------------- |
| Primera División | Olimpia       | 1999          |
| Primera División | The Strongest | Apertura 2011 |
| Primera División | The Strongest | Clausura 2012 |
| Primera División | The Strongest | Apertura 2012 |
| Primera División | The Strongest | Apertura 2013 |
| Primera División | The Strongest | Apertura 2016 |

### Distinciones individuales
| Distinción                                                      | Año           |
| --------------------------------------------------------------- | ------------- |
| Máximo goleador de la Primera División de Bolivia (17 goles)    | Clausura 2004 |
| Premio Mayor al mejor jugador de la Primera División de Bolivia | 2014/15.      |
| Balón de Oro al mejor jugador de la Primera División de Bolivia | 2016          |

### Récords
- Máximo goleador de The Strongest en torneos internacionales de la Conmebol con 14 goles marcados (9 en Copa Libertadores y 5 en Copa Sudamericana)
- Es el máximo goleador de The Strongest.
- El 25 de noviembre de 2012 estableció un récord en el fútbol boliviano al marcar 6 de los 7 goles de su equipo en la goleada 7-2 contra Aurora.
- El 20 de septiembre de 2014 por la fecha 6 del Apertura, convirtió el cuarto gol del tigre en la goleada 4-0 a Blooming. Ese tanto sería el número 50 en el estadio Rafael Mendoza de Achumani.

### Reconocimientos
- En la Copa Libertadores 2015 fue el segundo jugador de mejor rendimiento del Torneo según el Ranking de la conocida página web Pasionfutbol.com
- En 2015 fue catalogado por la prestigiosa revista World Soccer Magazine como uno de los 500 futbolistas más importantes del mundo aquel año.[23]
- En conmemoración de sus 200 goles en su carrera profesional y en homenaje a su trayectoria, fue galardonado por la empresa telefónica Tigo el año 2015.[24]
- El 10 de abril de 2015 recibió la Medalla de Honor Al Mérito, siendo declarado Personalidad Meritoria del Estado Plurinacional de Bolivia, distinciones que le fueron conferidas por la Comisión de Educación, Salud y Deporte de la Cámara de Senadores de Bolivia.[25]
- El 14 de abril de 2015, el  Gobierno Municipal de La Paz lo condecoró con la Medalla Prócer Pedro Domingo Murillo, en grado Honor al Mérito por ser un ejemplo para todos los profesionales no solamente en el rubro deportivo.[26]
- El 11 de octubre de 2016 se conivirtió en el jugador más veterano en convertir en las eliminatorias sudamericanas con 38 años y 91 días.[27]

- En el 2018 antes de retirarse del fútbol, el presidente Evo Morales agradeció a Escobar por su aporte al deporte.[28][29]